# Mount Borland
Mount Borland är ett berg i Antarktis. Det ligger i Östantarktis. Australien gör anspråk på området. Toppen på Mount Borland är 1 471 meter över havet.
Terrängen runt Mount Borland är platt. Trakten är obefolkad. Det finns inga samhällen i närheten.